# Popovica
Popovica (cyr. Поповица) – wieś w Serbii, w okręgu borskim, w gminie Negotin. W 2011 roku liczyła 345 mieszkańców.